# Selección de fútbol sala de Timor Oriental
La Selección de fútbol sala de Timor Oriental es el equipo que representa al país en la Copa Mundial de fútbol sala de la FIFA, en el Campeonato Asiático de Futsal y en otros torneos de la especialidad; y es controlado por la Federación de Fútbol de Timor Oriental.

## Estadísticas

### Copa Mundial de Futsal FIFA
| Copa Mundial de fútbol sala de la FIFA | Copa Mundial de fútbol sala de la FIFA | Copa Mundial de fútbol sala de la FIFA | Copa Mundial de fútbol sala de la FIFA | Copa Mundial de fútbol sala de la FIFA | Copa Mundial de fútbol sala de la FIFA | Copa Mundial de fútbol sala de la FIFA | Copa Mundial de fútbol sala de la FIFA |
| Año                                    | Ronda                                  | J                                      | G                                      | E                                      | P                                      | GF                                     | GC                                     |
| -------------------------------------- | -------------------------------------- | -------------------------------------- | -------------------------------------- | -------------------------------------- | -------------------------------------- | -------------------------------------- | -------------------------------------- |
| 1989 - 2012                            | No participó                           | No participó                           | No participó                           | No participó                           | No participó                           | No participó                           | No participó                           |
| 2016                                   | No clasificó                           | No clasificó                           | No clasificó                           | No clasificó                           | No clasificó                           | No clasificó                           | No clasificó                           |
| 2021                                   | No clasificó                           | No clasificó                           | No clasificó                           | No clasificó                           | No clasificó                           | No clasificó                           | No clasificó                           |
| Total                                  | 0/9                                    | -                                      | -                                      | -                                      | -                                      | -                                      | -                                      |

### Copa Asiática de Futsal de la AFC
| Copa Asiática de Futsal de la AFC | Copa Asiática de Futsal de la AFC | Copa Asiática de Futsal de la AFC | Copa Asiática de Futsal de la AFC | Copa Asiática de Futsal de la AFC | Copa Asiática de Futsal de la AFC | Copa Asiática de Futsal de la AFC | Copa Asiática de Futsal de la AFC |
| Año                               | Ronda                             | J                                 | G                                 | E                                 | P                                 | GF                                | GC                                |
| --------------------------------- | --------------------------------- | --------------------------------- | --------------------------------- | --------------------------------- | --------------------------------- | --------------------------------- | --------------------------------- |
| 1999 - 2012                       | No participó                      | No participó                      | No participó                      | No participó                      | No participó                      | No participó                      | No participó                      |
| 2014                              | No clasificó                      | No clasificó                      | No clasificó                      | No clasificó                      | No clasificó                      | No clasificó                      | No clasificó                      |
| 2016                              | No clasificó                      | No clasificó                      | No clasificó                      | No clasificó                      | No clasificó                      | No clasificó                      | No clasificó                      |
| 2018                              | No participó                      | No participó                      | No participó                      | No participó                      | No participó                      | No participó                      | No participó                      |
| 2022                              | No clasificó                      | No clasificó                      | No clasificó                      | No clasificó                      | No clasificó                      | No clasificó                      | No clasificó                      |
| Total                             | 0/16                              | -                                 | -                                 | -                                 | -                                 | -                                 | -                                 |

### Juegos de la Lusofonía
| Futsal en los Juegos de la Lusofonía | Futsal en los Juegos de la Lusofonía | Futsal en los Juegos de la Lusofonía | Futsal en los Juegos de la Lusofonía | Futsal en los Juegos de la Lusofonía | Futsal en los Juegos de la Lusofonía | Futsal en los Juegos de la Lusofonía | Futsal en los Juegos de la Lusofonía | Futsal en los Juegos de la Lusofonía |
| Año                                  | Ronda                                | J                                    | G                                    | E                                    | P                                    | GF                                   | GC                                   | DIF                                  |
| ------------------------------------ | ------------------------------------ | ------------------------------------ | ------------------------------------ | ------------------------------------ | ------------------------------------ | ------------------------------------ | ------------------------------------ | ------------------------------------ |
| 2006                                 | 5.º Lugar                            | 4                                    | 0                                    | 0                                    | 4                                    | 7                                    | 169                                  | -162                                 |
| 2009                                 | No participó                         | No participó                         | No participó                         | No participó                         | No participó                         | No participó                         | No participó                         | No participó                         |
| Total                                | 1/2                                  | 4                                    | 0                                    | 0                                    | 4                                    | 7                                    | 169                                  | -162                                 |

### Juegos Asiáticos Bajo Techo
| Futsal en los Juegos Asiáticos Bajo Techo | Futsal en los Juegos Asiáticos Bajo Techo | Futsal en los Juegos Asiáticos Bajo Techo | Futsal en los Juegos Asiáticos Bajo Techo | Futsal en los Juegos Asiáticos Bajo Techo | Futsal en los Juegos Asiáticos Bajo Techo | Futsal en los Juegos Asiáticos Bajo Techo | Futsal en los Juegos Asiáticos Bajo Techo | Futsal en los Juegos Asiáticos Bajo Techo |
| Año                                       | Ronda                                     | J                                         | G                                         | E                                         | P                                         | GF                                        | GC                                        | DIF                                       |
| ----------------------------------------- | ----------------------------------------- | ----------------------------------------- | ----------------------------------------- | ----------------------------------------- | ----------------------------------------- | ----------------------------------------- | ----------------------------------------- | ----------------------------------------- |
| 2005                                      | No participó                              | No participó                              | No participó                              | No participó                              | No participó                              | No participó                              | No participó                              | No participó                              |
| 2007                                      | Fase de grupos                            | 4                                         | 1                                         | 0                                         | 3                                         | 6                                         | 61                                        | -55                                       |
| 2009                                      | No participó                              | No participó                              | No participó                              | No participó                              | No participó                              | No participó                              | No participó                              | No participó                              |
| 2013                                      | No participó                              | No participó                              | No participó                              | No participó                              | No participó                              | No participó                              | No participó                              | No participó                              |
| Total                                     | 1/4                                       | 4                                         | 1                                         | 0                                         | 3                                         | 6                                         | 61                                        | -55                                       |